# Paid in Full (chanson)
Pour l’article homonyme, voir Paid in Full.
Paid in Full est un single de 1987 du duo Eric B. and Rakim. La chanson provient de l'album Paid in Full — premier LP du groupe — et en est le 5e single.
La chanson contient des échantillons, notamment issus de Ashley's Roachclip (1974) des Soul Searchers, Don't Look Any Further (1984) de Dennis Edwards et Siedah Garrett et Change the Beat (1982) de Fab Five Freddy.
Le groupe britannique Coldcut en a fait un remix.